# クレヴァクオーレ
クレヴァクオーレ（伊: Crevacuore、ピエモンテ語: Crevacòr）は、イタリア共和国ピエモンテ州ビエッラ県にある、人口約1,500人の基礎自治体（コムーネ）。

## 地理

### 位置・広がり
| 隣接するコムーネは以下の通り。括弧内のVCはヴェルチェッリ県所属を示す。 - アイローケ - カプリーレ - クリーノ - グアルダボゾーネ (VC) - プライ - スコペッロ (VC) - セッラヴァッレ・セージア (VC) - ソステーニョ - ヴァルディラーナ (トリヴェーロ) |